# 神野紗希
神野 紗希（こうの さき、1983年6月4日 - ）は、日本の俳人。愛媛県松山市出身。

## 経歴
愛媛県松山市生まれ。松山市立生石小学校、松山市立西中学校、愛媛県立松山東高等学校、お茶の水女子大学文教育学部卒業。同大学院博士前期課程・博士後期課程修了。
高校時代は放送部に所属し、俳句甲子園の取材をきっかけに俳句を始め、俳句部の前身である俳句同好会を校内に立ち上げる。2001年、第四回俳句甲子園にて団体優勝し、「カンバスの余白八月十五日」が最優秀句に選ばれる。2002年、第一回芝不器男俳句新人賞にて坪内稔典奨励賞を受賞。同年には、句集『星の地図』を刊行。2004年4月よりNHK『俳句王国』にて司会を担当（2010年3月まで）。明治大学・聖心女子大学・玉川大学の講師も務める。現代俳句協会青年部長（2015年4月～）。第15回坊っちゃん文学賞選考委員。第4回笹井宏之賞選考委員。
2011年、江渡華子、野口る理とともに俳句ウエブマガジン「スピカ」を立ち上げる。2012年、句集『光まみれの蜂』を刊行。『星の地図』からの若干の再録を含めた上で、これを第一句集とした。2013年、俳人の高柳克弘と結婚。同年よりNHK俳句の初心者向けコーナー「俳句さく咲く！」の選者を月一回務める。お茶の水女子大学・同大学院では近・現代俳句（富澤赤黄男）についての研究をしていた。
前述した俳句甲子園で最優秀句に選ばれた作品のほか、代表句に「起立礼着席青葉風過ぎた」（2001年 第四回俳句甲子園）、「寂しいと言い私を蔦にせよ」（2000年 第三回俳句甲子園）などがある。

## 受賞歴
- 2019年、第34回愛媛出版文化賞（『日めくり子規・漱石―俳句でめぐる365日』）
- 2019年、第11回桂信子賞

## 著書
- 『星の地図』（2002年、まる書房）
- 『光まみれの蜂』（2012年、角川書店）
- 『これから始める俳句・川柳 いちばんやさしい入門書』（水野タケシ共著、2014年、池田書店）
- 『30日のドリル式　初心者にやさしい俳句の練習帳』（2015年、池田書店）
- 『日めくり子規・漱石―俳句でめぐる365日』（2018年、愛媛新聞社）
- 『もう泣かない電気毛布は裏切らない』（エッセイ集、2019年、日本経済新聞出版社）
- 『女の俳句』（2019年、ふらんす堂）
- 『すみれそよぐ』（2020年、朔出版）
- 『俳句部、はじめました―さくら咲く一度っきりの今を詠む』（2021年、岩波ジュニアスタートブックス）

## 出演
- ひめポン!「俳句でポン!」（NHK松山、第1月曜日）
- ひめゴジ「ラジオ句会」（NHK松山）
- EBC Live News「聞ける俳句」（テレビ愛媛）